# Wilhelm Fischel
Wilhelm Fischel (24. září 1851 Praha – 12. srpna 1910 tamtéž) byl německý gynekolog, působící v Praze. Roku 1883 se stal soukromým docentem.

## Život
Fischel vystudoval medicínu na pražské univerzitě. Doktorát získal roku 1876. Pracoval jako asistent Edwina Klebse v patologicko-anatomickém ústavu a Augusta Breiského na porodnicko-gynekologické klinice. V roce 1883 se habilitoval pro obor porodnictví a gynekologie. Stal se vedoucím gynekologické ambulance na univerzitní poliklinice.